# Temoer Maghradzestadion
Het Temur Maghradzestadion is een voetbalstadion in de Georgische stad Tsjiatoera. In het stadion speelt FK Tsjiatoera haar thuiswedstrijden.